# 1070 Tunica
För andra betydelser, se Tunica.
1070 Tunica eller 1926 RB är en asteroid i huvudbältet, som upptäcktes 1 september 1926 av den tyske astronomen Karl Wilhelm Reinmuth i Heidelberg. Den har fått sitt namn efter det vetenskapliga namnet på Klippnejlikor.
Asteroiden har en diameter på ungefär 26 kilometer och den tillhör asteroidgruppen Ursula.